# Yang Li

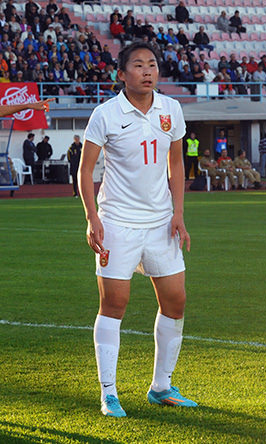
Yang Li (2015)

Yang Li, född den 31 januari 1991, är en fotbollsspelare (anfallare) från Kina. Hon tillhör klubben Jiangsu Huatai i den kinesiska ligan. Yang Li blev med sina sex mål, tillsammans med den sydkoreanska spelaren Park Eun-sun, den bästa målskytten under de asiatiska mästerskapen år 2014.